# Anisophyllea laurina
Anisophyllea laurina là một loài thực vật có hoa trong họ Anisophylleaceae. Loài này được R.Br. ex Sabine mô tả khoa học đầu tiên năm 1824.